# Црква Светог Николе у Јаворанима
Храм Светог Николе у Јаворанима је храм Српске православне цркве који припада Епархији бањалучкој. Налази се у Јаворанима, општина Кнежево. Храм је саграђен 1930. године.